# جون س. بوكانان
جون س. بوكانان (بالإنجليزية: John C. Buchanan)‏ هو شخصية أعمال أمريكي، ولد في 1936.